# Georges Lakhovsky
George Lakhovsky (17 de setembro de 1870 – Brooklyn, 31 de agosto de 1942) foi um engenheiro de origem russa, naturalizado francês.
Ele foi o criador do Multiple Wave Oscillator ou MWO que era um dispositivo eletrônico capaz de emitir ondas de múltiplos comprimentos, sendo utilizado principalmente no combate ao câncer.
Sua principal obra, foi o livro A origem da vida, escrito em 1925. Neste livro George Lakhovsky conta as suas experiências, resultados e sua tese de que a doença é um desequilíbrio na oscilação celular, uma luta entre as células sadias e patogênicas (bactérias, vírus e outros): “uma guerra de radiações”. Mostrando inclusive uma foto do seu aparelho o Multiple Wave Oscillator. Este aparelho foi patenteado no EUA sob o número 2.351.055 2351055.